# Беломъжите
Беломъ̀жите е село в Северна България, община Габрово, област Габрово.

## Население
Преброяване на населението през 2011 г.
Численост и дял на етническите групи според преброяването на населението през 2011 г.:
|                     | Численост | Дял (в %) |
| Общо                | 5         | 100,00    |
| Българи             | 4         | 80        |
| Турци               | 0         | 0,00      |
| Цигани              | 0         | 0,00      |
| Други               | 0         | 0,00      |
| Не се самоопределят | 0         | 0,00      |
| Неотговорили        | 0         | 0,00      |

## География
Село Беломъжите се намира на около 9 km североизточно от центъра на областния град Габрово, 8 km югозападно от Дряново и 4 km запад-югозападно от село Царева ливада. Разположено е върху северни склонове в западните разклонения на Габровските височини, около 400 m северно от общинския път между селата Донино и Царева ливада. Надморската височина в югозападния край на селото достига до около 480 m, а намалява до около 410 m в северозападния край, покрай минаващата там второстепенна железопътна линия Царева ливада – Габрово, разклонение на главната железопътна линия № 4 Русе – Подкова.
Населението на село Беломъжите, наброявало 113 души при преброяването към 1934 г., намалява до 7 души към 1992 г., а след колебания в числеността през следващите години, наброява по текущата демографска статистика за населението 9 души към 2019 г.

## История
През 1995 г. дотогавашното населено място колиби Беломъжите придобива статута на село..
Народното читалище „Възраждане“ – село Беломъжите, Габровско е учредено на 11 февруари 1927 г. (по други косвени данни – през 1919 г.).Сред създателите му са жителите на селото Васил Тотев, Стефан Станев, Димитър Илиев, Тодор Кънев, Пеню Илиев, Георги Колев Кънев, Димитър Панев Димов, Никола Атанасов Илиев, Георги Иванов Георгиев, Белчо Николов Петров и други. През зимния сезон учителят изнасял беседи и четения по стопански въпроси: овощарство, пчеларство и други, самодеен театрален колектив е изнасял представления, които са били масово посещавани. Представленията са били изнасяни в училището, тъй като читалището не е имало собствена сграда. За набиране на парични средства за читалището са организирани томболи. От бившия читалищен съюз е отпусната помощ за читалището в размер на 3000 лева. С набраните по такъв начин парични средства и с доброволен труд на населението през 1935 г. читалището си построява собствена сграда със салон и сцена. Със средствата на читалището била направена чешма край селото, водата е каптирана и отведена по железни тръби. Със закупените материали и с доброволен труд на селяните е поправен кладенеца в средата на селото.
При избухването на Балканската война един човек от Беломъжите е доброволец в Македоно-одринското опълчение.

## Обществени институции
В село Беломъжите към 2020 г. има действащо читалище „Възраждане 1919“.

## Други
През 1881 г. населението на Беломъжите е 151 души.